# Wiesław Zajda
Wiesław Zajda (ur. 13 marca 1925 w Rozprzy, zm. 28 lutego 1973 w Goleniowie) – pułkownik Milicji Obywatelskiej, oficer polskiego wywiadu zagranicznego (Departament I MSW), w latach 1967–1971 wicedyrektor Departamentu IV MSW, zginął w katastrofie samolotu rządowego pod Goleniowem.

## Życiorys
Syn Józefa i Anastazji. W latach 1945–1948 członek PPR w Tuszynie, Łodzi i Białymstoku, od 1948 r. w szeregach PZPR. Zdał eksternistycznie egzamin dojrzałości przed Państwową Komisją Egzaminacyjną powołaną przez Wydział Oświaty Prezydium WRN w Warszawie 7 maja 1958 r. Absolwent Wydziału Dyplomatyczno-Konsularnego Szkoły Głównej Służby Zagranicznej w Warszawie w 1960 r. specjalizując się w zakresie historii stosunków międzynarodowych.
W latach 1940–1942 pracował w majątku rolnym jako robotnik, następnie w latach 1942–1943 w firmie budowlanej "Karol Dawid" w Łodzi początkowo jako robotnik, następnie jako dekarz. Związany z aparatem bezpieczeństwa od 1945 r., początkowo jako funkcjonariusz MO, następnie referent gminny Powiatowego Urzędu Bezpieczeństwa Publicznego w Łodzi. Ukończył Centralną Szkołę MBP w Łodzi, potem skierowany do pracy w Wojewódzkim Urzędzie Bezpieczeństwa Publicznego w Białymstoku; w latach 1948–1950 kierował PUBP w Augustowie, później, do 1951 r., szef PUBP w Łomży. Od 1 listopada 1951 r. zastępca naczelnika Wydziału V WUBP w Białymstoku. Od 1953 r. funkcjonariusz Departamentu VII MBP, w latach 1954–1956 pracownik rezydentury w Paryżu pod przykryciem attaché Ambasady PRL, od 1962 do 1966 r. rezydent ps. „Marek” rezydentury w Rzymie pod przykryciem I sekretarza Ambasady PRL i kierownika Wydziału Konsularnego, od 1 listopada 1966 r. naczelnik Wydziału VI Departamentu I MSW, 15 stycznia 1967 r. mianowany zastępcą dyrektora Departamentu IV MSW, od 1 czerwca 1971 r. starszy inspektor Grupy do Zleceń Specjalnych MSW. Zginął w katastrofie lotniczej k. Goleniowa wraz z ministrem spraw wewnętrznych Wiesławem Ociepką i delegacją czechosłowackiego MSW. Pochowany na cmentarzu Powązki Wojskowe w Warszawie (kwatera A33-6-1).

## Życie prywatne
21 stycznia 1947 r. zawarł związek małżeński z Janiną Grycuk, z którą posiadał dwoje dzieci. 

## Odznaczenia
- Srebrny Krzyż Zasługi – 19 lipca 1946
- Medal Zwycięstwa i Wolności – 6 lutego 1947
- Złoty Krzyż Zasługi – 22 lipca 1955
- Odznaka "20 lat w Służbie Narodu" – 15 kwietnia 1966
- Krzyż Oficerski Orderu Zasługi Republiki Włoskiej – 8 maja 1967
- Krzyż Oficerski Orderu Odrodzenia Polski – 7 października 1968